# Cedric Pick

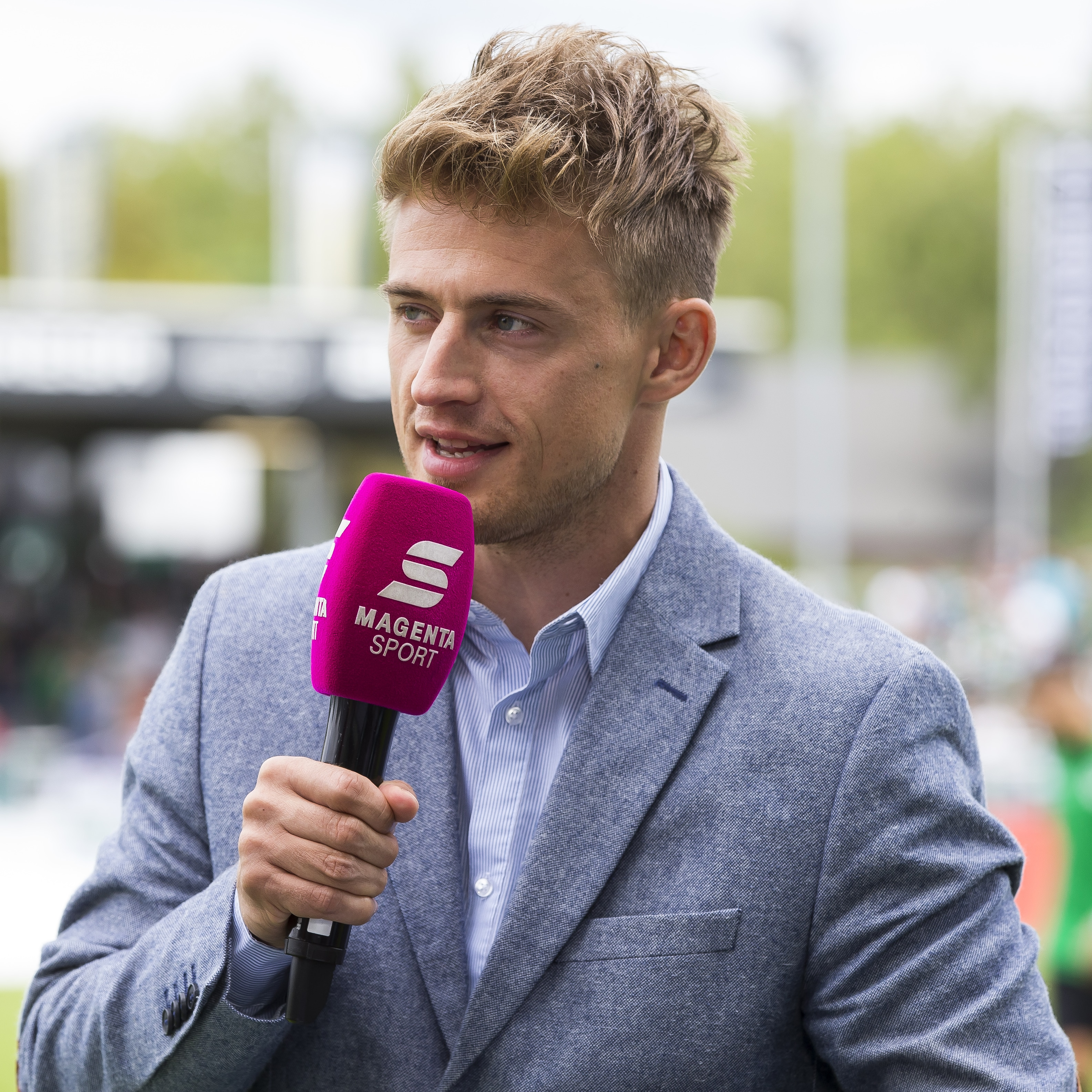
Cedric Pick (2019)

Cedric Pick (* 11. Januar 1987 in Remscheid) ist ein deutscher Sportjournalist und Moderator.

## Leben
Cedric Pick wuchs in Remscheid auf und absolvierte sein Abitur auf dem Alfred-Müller-Armack-Berufskolleg in Köln. Er begann zunächst eine Ausbildung zum Bürokaufmann, die er jedoch nicht beendete. Dann arbeitete er von Anfang 2010 bis Ende 2012 im Strukturvertrieb einer Versicherung. Später war er als Verkäufer in der Immobilienbranche tätig.
Er studierte später Sportjournalismus an der IST Hochschule in Düsseldorf.
Während des Studiums begann er als freier Mitarbeiter bei den NRW-Lokalradiosendern Radio Leverkusen und Antenne AC. In einem Radioengagement bei Radio38 in Braunschweig moderierte er erstmals als Fußballbundesligareporter.
Nachdem Pick seine aktive Zeit als Judoka (u. a. Bundesliga) beendete, gründete er das Remscheider TV Judoteam, welches 2022 in die RTV Judoteam UG umgewandelt wurde. Unter seiner Regie als Manager startete die Mannschaft 2012 in der Bezirksliga, stieg seitdem siebenmal auf, kämpft seit 2022 in der ersten Bundesliga und wurde 2024 erstmals deutscher Meister.
Cedric Pick löste im Jahr 2014 für zwei Jahre Kurt Hanusch als Stadionsprecher des FC Remscheid ab. Ebenfalls 2014 war er Testimonial des TV-Werbespots der Manybuy AG, der von Februar bis Mai 2014 auf den Sendern Sat1, Sat1 Gold, ProSieben, Kabel1 und Sixx ausgestrahlt wurde. Im Anschluss daran moderierte Pick bis Mai 2015 zusammen mit Mola Adebisi für den Internetsender Manybuy.
Seit Juli 2017 moderiert er Fußballspiele der 3. Liga für den TV-Sender Magenta Sport. Seit 2022 kommentiert er für Eurosport Judowettkämpfe und arbeitet als freier Autor/Reporter für den WDR.
2018 gründete Cedric Pick das Werkself-Radio und kommentierte über den Sender bis 2023 alle Pflichtspiele von Bayer 04 Leverkusen, u. a. mit Fritz von Thurn und Taxis. Während der Fußballweltmeisterschaft 2018 in Russland analysierte er einige Spiele und Teams des Turniers für focus.de.
Seit 2023 ist Pick zudem als Reporter für Sky Sport News im Einsatz. Zudem ist er regelmäßig Talkgast der Sport1-Formate Fantalk und Doppelpass.